# 文化パルク城陽
文化パルク城陽（ぶんかパルク じょうよう）は、京都府城陽市にある複合文化施設。多目的コンサートホールの大小ホールのほかに、プラネタリウム、歴史民俗資料館、図書館、コミュニティセンターなどを併せ持つ。

## 概要
1995年竣工。設計は西村征一郎。
2018年2月、城陽市はNTTファイナンスに80億円で施設を売却し、市がNTTファイナンスから25年間賃借料年間約4億円で賃借し、期間後再び市に所有権を戻すセール・アンド・リースバック方式による契約を締結した。
住民から市の処分の無効確認を求める訴訟が起こされ、2019年5月に京都地裁は原告の訴えを却下し、2020年6月の大阪高裁でも一審判決が支持された。2020年12月11日、最高裁は住民側の上告を棄却した。

## 施設概要
敷地面積　18,146m2　　　延床面積　19,968m2
- プラムホール（大ホール）

1,305席（うち車椅子席12）　3階席まで
音楽練習室、スタジオ、ビデオ編集室を併設。
- ふれあいホール（小ホール）

標準で324席（うち1階250席は可動）。400席まで追加可能。
- コスモホール（プラネタリウム）

252席（うち車椅子席6）
ドーム直径23m
- 城陽市立図書館

図書およそ21万冊、および視聴覚資料を所蔵。
- 城陽市歴史民俗資料館
- 寺田コミュニティセンター

ほかに、プレイルーム、大小会議室、茶室、食事施設など。
管理運営は公益財団法人城陽市民余暇活動センター。

## 所在地
京都府城陽市寺田今堀1

## 交通アクセス
- 近鉄京都線寺田駅から徒歩約10分（イベント開催時は急行が臨時停車する場合あり）。
- JR奈良線城陽駅から京都京阪バス（城陽さんさんバス） 文化パルク城陽下車すぐ。